# Gora Kropotkina
Gora Kropotkina är ett berg i Antarktis. Det ligger i Östantarktis. Norge gör anspråk på området. Toppen på Gora Kropotkina är 2 457 meter över havet, eller 171 meter över den omgivande terrängen. Bredden vid basen är 0,51 km.
Terrängen runt Gora Kropotkina är varierad.  Trakten är obefolkad. Det finns inga samhällen i närheten. Den fick sitt namn efter den ryske vetenskapsmannen och anarkisten Pjotr Kropotkin.